# Culicoides sublettei
Culicoides sublettei är en tvåvingeart som beskrevs av Atchley 1967. Culicoides sublettei ingår i släktet Culicoides och familjen svidknott. Inga underarter finns listade i Catalogue of Life.